# Théorie de la stabilité hégémonique
Pour l’article homonyme, voir Théorie de la stabilité.
 (avril 2015).
Si vous disposez d'ouvrages ou d'articles de référence ou si vous connaissez des sites web de qualité traitant du thème abordé ici, merci de compléter l'article en donnant les références utiles à sa vérifiabilité et en les liant à la section « Notes et références ».
La théorie de la stabilité hégémonique (en anglais : hegemonic stability theory) formule un certain nombre de règles concernant le maintien d'un système politique et économique mondial. Si Charles Kindleberger est considéré comme l'un des premiers à l'avoir formulée, elle a été en partie reprise par le professeur de relations internationales Stephen Krasner et par Robert Keohane.

## Définition
Charles Kindleberger est généralement reconnu comme le précurseur de la théorie exposée pour la première fois dans son livre La Grande Crise mondiale 1929-1939. L'idée clé est que pour qu'un système économique et politique mondial fonctionne bien, il faut un pouvoir hégémonique qui soit capable de prendre les décisions de régulation de l'économie qui s'imposent.
La théorie de Kindleberger tire son origine de l'expérience du Royaume-Uni. Ses manufactures surpassaient celle de la France en 1850 et il prit un rôle dominant comme exportateur de capital et utilisait la marine anglaise pour ouvrir la route du commerce. Le Royaume-Uni était une puissance hégémonique qui utilisait sa force pour maintenir le système économique international. Après la première guerre mondiale cependant, elle n'avait plus la force d'agir ainsi. C'est, pour Charles Kindleberger, la raison pour laquelle après la crise de 1929 le système économique mondial s'est effondré. 
Un État hégémonique selon Robert Keohane, possède les caractéristiques suivantes :
1. La capacité de créer des normes internationales et de les faire respecter ;
2. La volonté de le faire ;
3. Une prédominance décisive dans les domaines économiques, technologiques, et militaire.

Il ne faut pas confondre puissance hégémonique et empire (ou même impérialisme). Le premier agit dans le cadre d'un ordre multilatéral dont elle doit respecter pour l'essentiel les règles, le second n'agit que selon le principe de la domination dans un cadre unilatéral.

## Postérité
Les néoréalistes soutiennent qu'une puissance hégémonique supporte le système aussi longtemps que son intérêt le commande. Le système est créé, dessiné et maintenu par coercition. La puissance hégémonique commence à miner les institutions quand elles ne sont plus en phase avec son intérêt. Avec le déclin de la puissance hégémonique, le système devient instable. 
Les néolibéraux (attention ici néolibéral est utilisé dans un sens proche de social-libéral) -Robert Keohane, Joseph Nye et d'autres- soutiennent que la puissance hégémonique fournit des biens publics par le biais d'institutions (FMI, Banque mondiale, OMC, OCDE notamment) et agit dans l'intérêt de tous (notion d'intérêts propres éclairés enlightened self-interest). Cependant quand la puissance hégémonique décline, les institutions mises en place ne disparaissent pas automatiquement, au contraire, elles acquièrent une vie propre.

## Application
L'hégémonie requiert le pouvoir lequel est défini par Susan Strange comme la capacité d'une partie d'affecter les autres de telle sorte que sa préférence soit préférée à celle des autres parties. La question de savoir si les États-Unis sont encore une puissance hégémonique est liée à la question de savoir si elle a ou non perdu du pouvoir. Keohane voit le pouvoir comme lié aux ressources et à la production. De ce point de vue, la baisse relative de la part du PIB américain dans le PIB mondial implique une perte de pouvoir.
Pour Susan Strange, bien que le PIB soit un élément important il n'est pas toujours déterminant. 
Les États-Unis possèdent pour Strange le pouvoir structurel. Après l'accident de l’Exxon Valdez, les États-Unis ont adopté une loi exigeant que les bateaux pétroliers aient une assurance illimitée. Bien que les compagnies maritimes soient localisées le plus souvent hors du pays, elles respectèrent néanmoins la loi édictée par le plus grand consommateur de pétrole. Cette forme de pouvoir non coercitive ou attractive est la clé de ce que Joseph Nye appelle le soft power (« pouvoir de convaincre »).
Par ailleurs les États-Unis ont beaucoup de ressources pour structurer le pouvoir. Par exemple, ils ont aidé unilatéralement le Mexique lors de la crise du peso et ils ont fait de même avec la Russie. Ils ont aussi persuadé des pays à s'engager vers le marché libre via le Fonds monétaire international. Ils ont poussé les pays d'Amérique latine à s'engager dans des programmes économiques qu'ils estimaient nécessaires. Voir consensus de Washington.

## Critiques et débats
De nombreuses critiques ont été adressées à cette théorie.
D'abord, l'existence d'une hégémonie ne suffit pas à maintenir l'ordre, il faut aussi qu'une certaine hiérarchisation des États soit reconnue par d'autres acteurs de la communauté internationale. Selon Wyatt Walters, c'est la menace soviétique qui a conduit le Royaume-Uni, la France et l'Allemagne à accepter un rôle de second plan.
D'autre part, d'autres ont soutenu que contrairement à ce qu'affirme Charles Kindleberger, ce n'est pas l'absence d'hégémonie durant l'entre-deux-guerres qui est responsable de l'effondrement du système économique international, ce sont les lourdes réparations demandées à l'Allemagne.
L'existence d'un monde bipolaire durant la guerre froide suggère que deux pouvoirs hégémoniques peuvent coexister. 
Enfin l'hégémonie ne dure jamais longtemps du fait de déclin interne et externe.
Robert Keohane propose une critique de la théorie de la stabilité hégémonique dans son ouvrage Après l'hégémonie.

## Œuvres importantes
- Charles Kindleberger, 1973, La Grande Crise mondiale 1929-1939, la traduction française date de 1986 et est parue chez Economica.